# ヘンリー・フォックス (初代ホランド男爵)
初代ホランド男爵ヘンリー・フォックス（英語: Henry Fox, 1st Baron Holland, PC、1705年9月28日 - 1774年7月1日）は、イギリスの政治家、貴族。
1735年にホイッグ党の庶民院議員に初当選して政界入り。庶民院内で頭角を現し大ピットと栄達を争う大物議員となる。庶民院における大きな影響力からしばしば入閣を求められて閣僚職を歴任した。1763年にはホランド男爵に叙されて貴族院議員に転じた。
小ピット時代の野党ホイッグ党指導者チャールズ・ジェイムズ・フォックスは次男である。

## 経歴
1705年9月28日に庶民院議員スティーヴン・フォックスとその後妻クリスティアン(旧姓ホープ)の間の次男として生まれる。兄に初代イルチェスター伯爵に叙されるスティーヴン・フォックス＝ストラングウェイズがいる。
イートン校を経てオックスフォード大学クライスト・チャーチへ進学。
1735年にヒンドン選挙区から選出されてホイッグ党所属の庶民院議員に初当選し、1741年まで同選挙区から選出される。1741年から1761年にかけてはウィンザー選挙区、1761年から叙爵される1763年にかけてはダンウィッチ選挙区から選出された。
政界入り時の首相ロバート・ウォルポールを支持し、1737年から1743年にかけて労働監察総監(Surveyor-General of Works)に任じられた。ついでペラム内閣でも1743年から1746年にかけて大蔵卿の一人、1746年に枢密顧問官、1746年から1755年にかけて戦時大臣に就任した。やがて庶民院内でも大物政治家と見做されるようになっていった。
1754年3月に貴族院議員の初代ニューカッスル公爵トマス・ペラム＝ホールズが首相となると、首相に代わって庶民院を指導する協力者が必要となったが、当時の庶民院情勢を考えるとそれはウィリアム・ピット（大ピット、後の初代チャタム伯爵）かフォックスのどちらかしか考えられなかった。結局ニューカッスル公はフォックスの方を選び、1754年12月にはフォックスを無任所の閣僚に任じた（大ピットはこれに怒ってフォックスとの絶交を宣言し、野党活動を強めた）。さらに1755年11月には大ピットが政府役職から解任される一方、フォックスは南部担当国務大臣と庶民院院内総務に任じられている。
ニューカッスル公のヘッセンやロシアとの接近外交が「ハノーヴァー優先外交」として批判される中、ニューカッスル公は庶民院指導権をフォックスにゆだねざるを得なくなっていった。しかし翌1756年のミノルカ島の海戦の敗北で野党のニューカッスル公批判が高まると庶民院で政府を代表する立場にあるフォックスは自分が攻撃に晒されることを恐れて同年11月にも閣僚職を辞した。このフォックスの辞職が第1次ニューカッスル公内閣の総辞職の大きな原因となった。
ニューカッスル公内閣崩壊後、大ピットが事実上指導する第4代デヴォンシャー公爵ウィリアム・キャヴェンディッシュ内閣が成立したが、国王との対立で1757年4月にも総辞職となった。この時に後継首相をめぐってニューカッスル公とフォックスの間で駆け引きがあったが、ニューカッスル公と大ピットが手を組んだことでフォックスは組閣の大命を受けられず、大ピットを事実上の首相とする第2次ニューカッスル公爵内閣が成立した。
フォックスは1757年から1765年にかけて陸軍支払長官に就任しているが、この間に職務を利用して巨万の蓄財をしたとみられている。この時に稼いだ金で他の議員の買収を行って庶民院内での影響力を高め、老練な議会操縦者として悪名を馳せた。
1762年にニューカッスル公が失脚して国王ジョージ3世の寵臣第3代ビュート伯爵ジョン・ステュアートの内閣が成立した。本来なら内閣の財務大臣ジョージ・グレンヴィルに庶民院指導を委ねるところ、ビュート伯とグレンヴィルの不仲によりフォックスが庶民院院内総務に任じられて庶民院の指導を委ねられた。そのためこれ以降のフォックスはトーリー主義への転向者と見られるようになった。1763年にビュート伯政権がパリ条約の議会批准に成功したのはフォックスの議会操縦術によるところが大きかった。
1763年4月にフォックスリーのホランド男爵に叙されて貴族院議員に列する。
1774年7月1日に死去した。爵位は長男のスティーヴン・フォックスが継承した。また次男のチャールズ・ジェイムズ・フォックスも小ピット内閣に野党として挑んだ自由主義政治家として著名である。

## 人物・評価
ライバルの大ピットとは対照的な性格だった。大ピットが理想主義的雄弁家だったのに対して、フォックスは現実主義的実務家だった。フォックスには政治原則がなく、彼の原動力は権勢欲・虚栄心だった。
後年にはホイッグ党の政治家にもかかわらず国王ジョージ3世の後押しを受けるビュート伯内閣の庶民院院内総務となっているが、ジョージ3世はフォックスのことを唾棄すべき無原則人間と見て毛嫌いしていたという。ジョージ3世とビュート伯の関係にひびが入ったのはビュート伯のフォックス登用がきっかけとする説もある。
しかし彼の息子であるチャールズ・ジェイムズ・フォックスは父とは違って無原則人間ではなく、1770年代以降は一貫してホイッグ主義の原理を貫いた人物だった。

## 爵位
1763年4月17日に以下の爵位を新規に叙された。
- ウィルトシャー州におけるフォックスリーの初代ホランド男爵 (1st Baron Holland of Foxley, of Foxley in the County of Wiltshire)
(勅許状によるグレートブリテン貴族爵位)

## 家族
1744年に第2代リッチモンド公爵チャールズ・レノックスの娘キャロラインと結婚。彼女は夫と別に1762年5月にリンカーン州におけるホランドのホランド女男爵(Baroness Holland, of Holland in the County of Lincoln)に叙せられた。彼女との間に以下の3子を儲ける。
- 第1子(長男)スティーヴン・フォックス (1745-1774) ： 第2代ホランド男爵位を継承
- 第2子(次男)チャールズ・ジェイムズ・フォックス (1749-1806) ： ホイッグ党の政治家。初代外務大臣
- 第3子(三男)ヘンリー・エドワード・フォックス（英語版） (1755-1811) ： 陸軍軍人。大将。